# Erik af Sillén
Karl Erik Elof Terserus af Sillén, född den 26 januari 1919 i Teda församling, Uppsala län, död den 27 juli 2012 i Göteborg, var en svensk skolman. Han var son till Elof af Sillén.
af Sillén avlade studentexamen i Strängnäs 1936, filosofisk ämbetsexamen vid Uppsala universitet 1941 och filosofie licentiatexamen där 1946. Han innehade olika lärareförordnanden 1946–1950 och blev lektor vid högre allmänna läroverket i Luleå 1951, vid högre allmänna läroverket i Falun 1955. af Sillén blev riddare av Nordstjärneorden 1966.